# جيمي كوليزا
جيمي كوليزا (بالإنجليزية: Jimmy Kauleza)‏ (16 سبتمبر 1977 في جنوب أفريقيا - ) هو لاعب كرة قدم جنوب أفريقي في مركز الهجوم. شارك مع منتخب جنوب أفريقيا لكرة القدم. أما مع النوادي، فقد لعب مع أورلاندو بيراتس وFree State Stars F.C. ‏ ونادي جومو كوزموز وBay United F.C. ‏.

## وصلات خارجية
- جيمي كوليزا على موقع قاعدة بيانات كرة القدم.إي يو (الإنجليزية)
- جيمي كوليزا على موقع ناشيونال فوتبول تيمز (الإنجليزية)